# Henrik Törnqvist
Henrik Törnqvist (* 25. August 1996 in Motala) ist ein schwedischer Eishockeyspieler, der seit Juli 2025 bei den Iserlohn Roosters aus der Deutschen Eishockey Liga (DEL) unter Vertrag steht. Zuvor verbrachte er den Großteil seiner Karriere bei Linköping HC in der Svenska Hockeyligan (SHL).

## Karriere
In seiner Heimatstadt Motala spielte Henrik Törnqvist zunächst Bandy, ehe er sich etwa im Alter von zehn Jahren endgültig für Eishockey entschied. Er durchlief die Nachwuchsmannschaften des Motala AIF und nahm für die Auswahl aus Östergötland am renommierten Jugendturnier TV-Pucken teil. In der Saison 2010/11 kam er mit 14 Jahren zu einem Einsatz für das Herrenteam in der viertklassigen Division 2, bei dem er eine Vorlage beisteuerte.
Um auf dem höchsten schwedischen Nachwuchsniveau spielen zu können, wechselte Törnqvist im Sommer 2011 zu Linköping HC. Dort spielte er zunächst für die U16- und U18-Mannschaften, ab 2012 auch für das U20-Team in der J20 SuperElit. In der Saison 2013/14 wurde er mit der U18-Mannschaft schwedischer Vizemeister, ein Jahr später gewann der Angreifer, der als Center ebenso wie als Flügelstürmer eingesetzt werden kann, mit der U20 die Bronzemedaille in Schwedens höchster Nachwuchsliga. In der Spielzeit 2014/15 debütierte er auch für die Profimannschaft in der Svenska Hockeyligan (SHL), in der er sich in den folgenden Jahren zum Stammspieler entwickelte.
Im Sommer 2017 unterschrieb Törnqvist einen Zweijahresvertrag beim Ligakonkurrenten Karlskrona HK. Dort erhielt er allerdings kaum Eiszeit, sodass er den Verein nach 38 Spielen im Januar 2018 wieder verließ und nach Linköping zurückkehrte. In der Spielzeit 2018/19 lief er für Timrå IK auf. Obwohl er persönlich mit 12 Toren und 27 Vorlagen punktbeste SHL-Saison seiner Karriere spielte, konnte er den Abstieg des Klubs nicht verhindern. Der Rechtsschütze schloss sich daraufhin erneut Linköping an. Sein Vertrag wurde in den folgenden Jahren immer wieder verlängert, sodass er bis 2025 sechs weitere Spielzeiten für den LHC bestritt. In diese Zeit fielen zwei größere Verletzungen: Anfang 2021 fiel er wegen einer Verletzung am Handgelenk für zwei Monate aus; in der Saison 2023/24 verpasste er einen Großteil der Spiele wegen eines Kreuzbandrisses, den er sich im Oktober 2023 in einem Ligaspiel gegen die Malmö Redhawks zugezogen hatte. Für Linköpings Profiteam absolvierte er von 2014 bis 2025 insgesamt 438 Partien, in denen er 62 Tore erzielte.
Nach elf Spielzeiten in der höchsten schwedischen Liga entschied sich Törnqvist zur Saison 2025/26 für einen Wechsel ins Ausland. Im Juni 2025 gaben die Iserlohn Roosters aus der Deutschen Eishockey Liga (DEL) seine Verpflichtung bekannt.

### International
Törnqvist kam ab der U16 für alle schwedischen Nachwuchsnationalmannschaften zum Einsatz. Mit der U17-Auswahl gewann er die World Hockey Challenge 2013. Ein Jahr später nahm er an der U18-Junioren-Weltmeisterschaft 2014 teil, bei der Schweden den vierten Platz belegte. Für die A-Nationalmannschaft debütierte er am 13. April 2022 in einem Freundschaftsspiel gegen Norwegen. Einen Tag später erzielte er gegen denselben Gegner sein erstes Länderspieltor.

## Erfolge und Auszeichnungen
- 2013 Goldmedaille bei der World U-17 Hockey Challenge

## Karrierestatistik
Stand: Ende der Saison 2024/25

### International
Vertrat Schweden bei:
- World U-17 Hockey Challenge 2013
- Ivan Hlinka Memorial Tournament 2013
- U18-Junioren-Weltmeisterschaft 2014

(Legende zur Spielerstatistik: Sp oder GP = absolvierte Spiele; T oder G = erzielte Tore; V oder A = erzielte Assists; Pkt oder Pts = erzielte Scorerpunkte; SM oder PIM = erhaltene Strafminuten; +/− = Plus/Minus-Bilanz; PP = erzielte Überzahltore; SH = erzielte Unterzahltore; GW = erzielte Siegtore; 1 Play-downs/Relegation; Kursiv: Statistik nicht vollständig)